# Dimorphismus

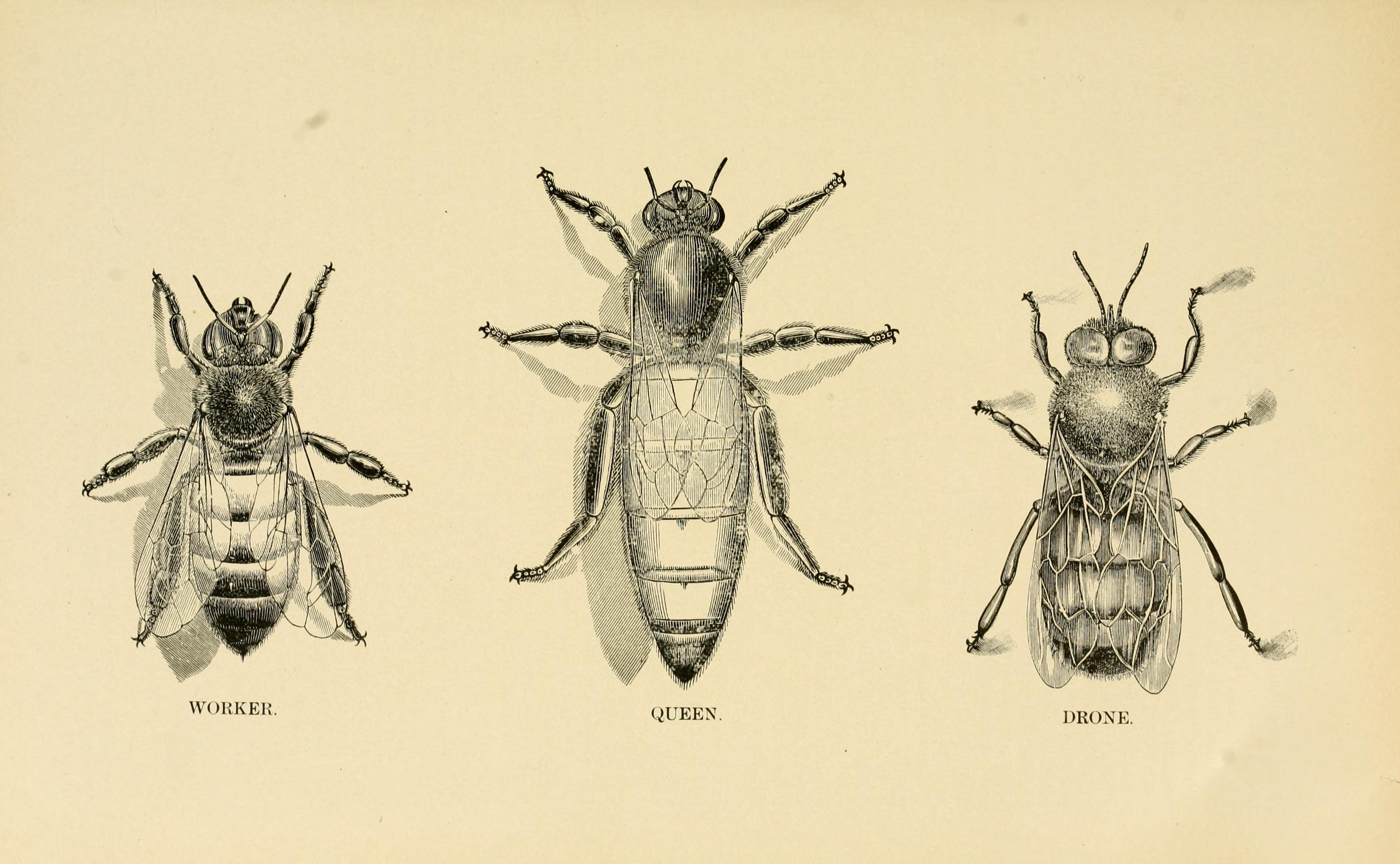
Dimorphismen bei der Biene. V.l.n.r: Arbeiterin, Königin, Drohne

Mit Dimorphismus (von altgriechisch δίμορφος dímorphos ‚zweigestaltig‘) bezeichnet man in der Biologie das Auftreten von zwei deutlich verschiedenen Erscheinungsvorkommen bei derselben Art.

## Sexualdimorphismus
Die bekannteste Form des Dimorphismus ist der Sexual- oder Geschlechtsdimorphismus, bei dem sich männliche und weibliche Individuen deutlich voneinander unterscheiden. Der Unterschied kann, wie häufig bei Spinnen und bei einigen Fischen, in der Größe liegen. Die Geschlechter können aber auch unterschiedliche Färbungen aufweisen, wie bei vielen Vogelarten, bei denen das Weibchen zur Tarnung oft unscheinbar gefärbt ist, während das Männchen leuchtende Farben besitzt. Bei Walrossen ist der Sexualdimorphismus durch die Stoßzähne des Männchens gegeben, die den Weibchen fehlen. Bei Pflanzen die Zweihäusigkeit sowie einige Formen der Subdiözie und Gynodiözie sowie Pleogamie (Auftreten eingeschlechtlicher Blüten neben den Zwitterblüten in wechselnder Verteilung auf den Individuen derselben Art).

## Andere Formen des biologischen Dimorphismus

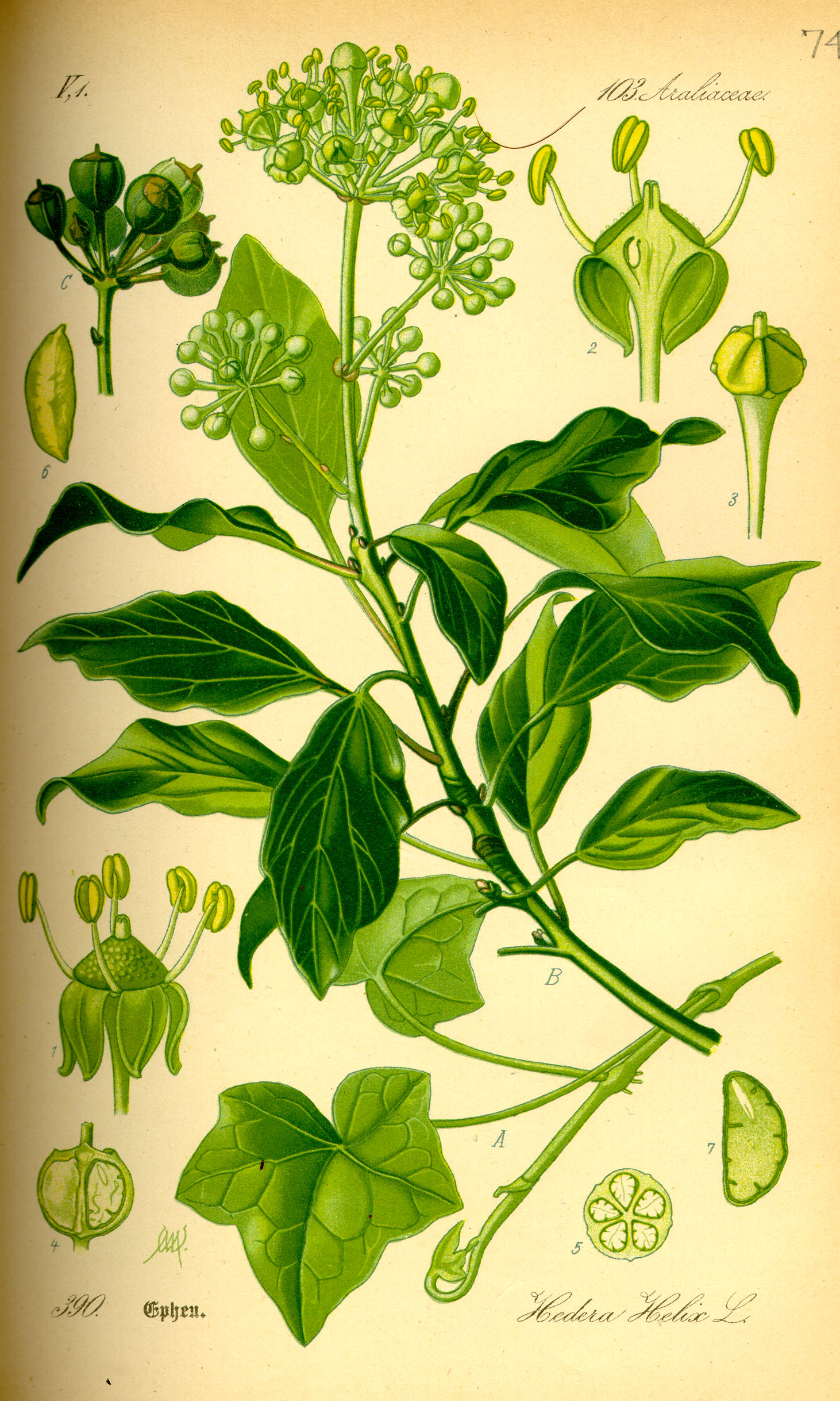
Am Efeu (Hedera helix) lässt sich der Sprossdimorphismus – es gibt Rank- und Blütensprosse, sowie der Blattdimorphismus an derselben Pflanze beobachten.

- Bei Honigbienen sind zwei verschiedene Dimorphismen zu beobachten: zum einen ein Sexualdimorphismus zwischen Männchen (Drohnen) und Weibchen, zum anderen gibt es einen durch Pheromone gesteuerten Dimorphismus bei den Weibchen in Königin und Arbeiterinnen.
- Saisondimorphismus, Beispiel: viele Zwergsträucher der Phrygana bilden in der niederschlagsreichen Jahreshälfte (Winter) größere Blätter, in der trockenen Jahreshälfte (Sommer) kleinere Blätter.
- Bestimmte Hefepilzarten können, abhängig vom pH-Wert, verschiedene Formen annehmen.
- Blattdimorphismus ist die Ausprägung unterschiedlich ausgeprägter Blätter bei ein und demselben Individuum. Er kann im Zusammenhang stehen mit dem Alter der Blätter (z. B. bei Sumpfkrügen) oder der Position an der Pflanze selbst (Kannendimorphismus bei Kannenpflanzen).
- Männliche Kuckucke treten in zwei Farbmorphen auf, ebenso Waldkäuze, unabhängig vom Geschlecht.
- Bei Pflanzen das Phänomen der Heteromesogamie, das Vorkommen von Blüten, die sich durch die Art der Bestäubung unterscheiden, bei verschiedenen Exemplaren derselben Art. Individuen derselben Art besitzen verschiedene Bestäubungseinrichtungen.[2]
- Beim Kastendimorphismus unterscheiden sich Ameisen-Arbeiterinnen verschiedener Kasten in ihrer Morphologie. Bei der Stöpselkopfameise (Colobopsis truncata) besitzen major-Arbeiterinnen mit einer Türschließermorphe eine Kopfform, mit der sie den Nesteingang im Holz verschließen können.

## Außerbiologischer Gebrauch
Der Begriff wurde inzwischen im allgemeinen Sinne von Zweigestaltigkeit bzw. Nebeneinander verschiedener Formen allerdings auch auf andere Wissenschaftsbereiche übertragen, wo er zwei verschiedene Erscheinungsformen einer Grundform bezeichnet, etwa in der Archäologie beim Siedlungsdimorphismus, der unterschiedliche Formen einer grundlegenden Siedlungsart (etwa beim Dorf) anzeigt. Auch urgeschichtliche Werkzeugkategorien werden so mitunter differenziert.
Bei diesem eher unspezifischen Gebrauch ist die Grenze zum Polymorphismus jedoch mitunter fließend, da man vor allem ein Auseinanderdriften von zunächst zwei, später aber auch mehr, nicht immer genau abgrenzbaren Varianten beschreiben möchte, etwa in der Paläoanthropologie der umweltbedingte Dimorphismus beim Australopithecus in grazile und robuste Formen (A. robustus vs. A. africanus).
In der Mineralogie bezeichnet Dimorphismus Minerale, wenn sie in zwei verschiedenen Kristallsystemen auftreten.